# Null Positiv
Null Positiv ist eine deutsche Metal-Band, die 2015 in Lübbenau gegründet wurde.

## Geschichte
Der Produzent Oliver Pinelli zeichnet sich sowohl für die im Jahr 2016 erschienene erste EP Krieger als auch für die beiden ersten Alben Koma (2017) und Amok (2018) verantwortlich. Die Band gründete zudem ihr eigenes Label Triplebase.
Null Positiv spielte mit dem Album Koma als Vorgruppe für Anthrax, The Raven Age und Life of Agony und hatte 2017 einen Auftritt auf dem Wacken-Open-Air-Festival. Es folgte eine Europatournee mit der Band Therion.
Der Gitarrist Martin Kotte verließ 2018 aus persönlichen Gründen Null Positiv. Sein Nachfolger Bene Gugerbauer beeinflusste den Musikstil der Band maßgeblich. Aufgrund einer Rückenverletzung von Sängerin Elli Berlin Anfang 2019 musste die Band eine Zwangspause einlegen. Ab Mai 2019 tourten sie gemeinsam als Co-Headliner mit Ankor durch die Schweiz, Frankreich, Belgien und Italien und gewannen den Newcomer-Wettbewerb auf dem M’era Luna Festival 2019.
2020 erschien das dritte Studioalbum „Independenz“ welches die Band komplett selbst produzierte.

## Stil
Die Band nutzt Elemente des Nu Metal sowie der Neuen Deutschen Härte. Null Positiv selbst gibt neben anderen Metal-Bands wie Korn, Slipknot, In This Moment und System of a Down auch Bands wie Rammstein als ihren musikalischen Einfluss an. Die Texte sind auf Deutsch.
Ein Charakteristikum der Band ist der schnelle Wechsel zwischen Klargesang und Growls der Sängerin Elli Berlin.

## Diskografie
- 2016: Krieger (EP, CD, Triplebase Records)
- 2017: Unvergessen (Single, MP3, Triplebase Records)
- 2017: Koma (Album, CD, Triplebase Records)
- 2017: Live at Wacken Open Air (Konzertalbum, DVD-V, Triplebase Records)
- 2018: Amok (Album, CD, Triplebase Records)
- 2020: Independenz (Album, CD, Triplebase Records)

## Musikvideos
- 2016: Friss dich auf (Regie: Daniel Flax)
- 2016: Kollaps (Regie: Daniel Flax)
- 2016: Zukunft ungewiss (Regie: Daniel Flax)
- 2017: Unvergessen (Regie: Daniel Flax)
- 2017: Koma (Regie: Daniel Flax)
- 2017: Wo Rauch ist, ist auch Feuer (Regie: Daniel Flax)
- 2017: Hass (Regie: Michael Roob)
- 2017: Hoffnung ist ein suesses Gift (Regie: Michael Roob)
- 2018: Amok (Regie: Michael Roob)
- 2018: Trauma (Regie: Michael Roob)
- 2019: Turm der Angst (Regie: Michael Roob)
- 2020: Freiheit (Regie: Michael Roob)
- 2020: Independenz (Regie: Michael Roob)
- 2020: Kommen und Gehen (Regie: Michael Roob)
- 2020: Deine Haut (Regie: Michael Roob)